# Schubartesia singularis
Genre
Espèce
Schubartesia singularis, unique représentant du genre Schubartesia, est une espèce d'opilions laniatores de la famille des Gonyleptidae.

## Distribution
Cette espèce est endémique de Bahia au Brésil. Elle se rencontre vers Os Gerais.

## Description
Le mâle holotype mesure 10,5 mm.

## Étymologie
Ce genre est nommé en l'honneur d'Otto Schubart.

## Publication originale
- Soares, 1944 : « Um novo opilião da Bahia. » Papeis Avulsos do Departamento de Zoologia, vol. 4, no 2, p. 33–36.